# Conus burryae
Conus burryae is een in zee levende slakkensoort uit het geslacht Conus. De slak behoort tot de familie Conidae. Conus burryae werd in 1942 beschreven door Clench. Net zoals alle soorten binnen het geslacht Conus zijn deze slakken roofzuchtig en giftig. Zij bezitten een harpoenachtige structuur waarmee ze hun prooi kunnen steken en verlammen.